# Linia kolejowa 143 Hetényegyháza – Kerekegyháza
Linia kolejowa Hetényegyháza – Kerekegyháza – linia kolejowa na Węgrzech. Jest to linia jednotorowa, w całości niezelektryfikowana. Łączy Hetényegyháza z Kerekegyháza. Obecnie nieczynna.

## Historia
Linia została oddana do użytku 6 lutego 1905.